# Weinfenster

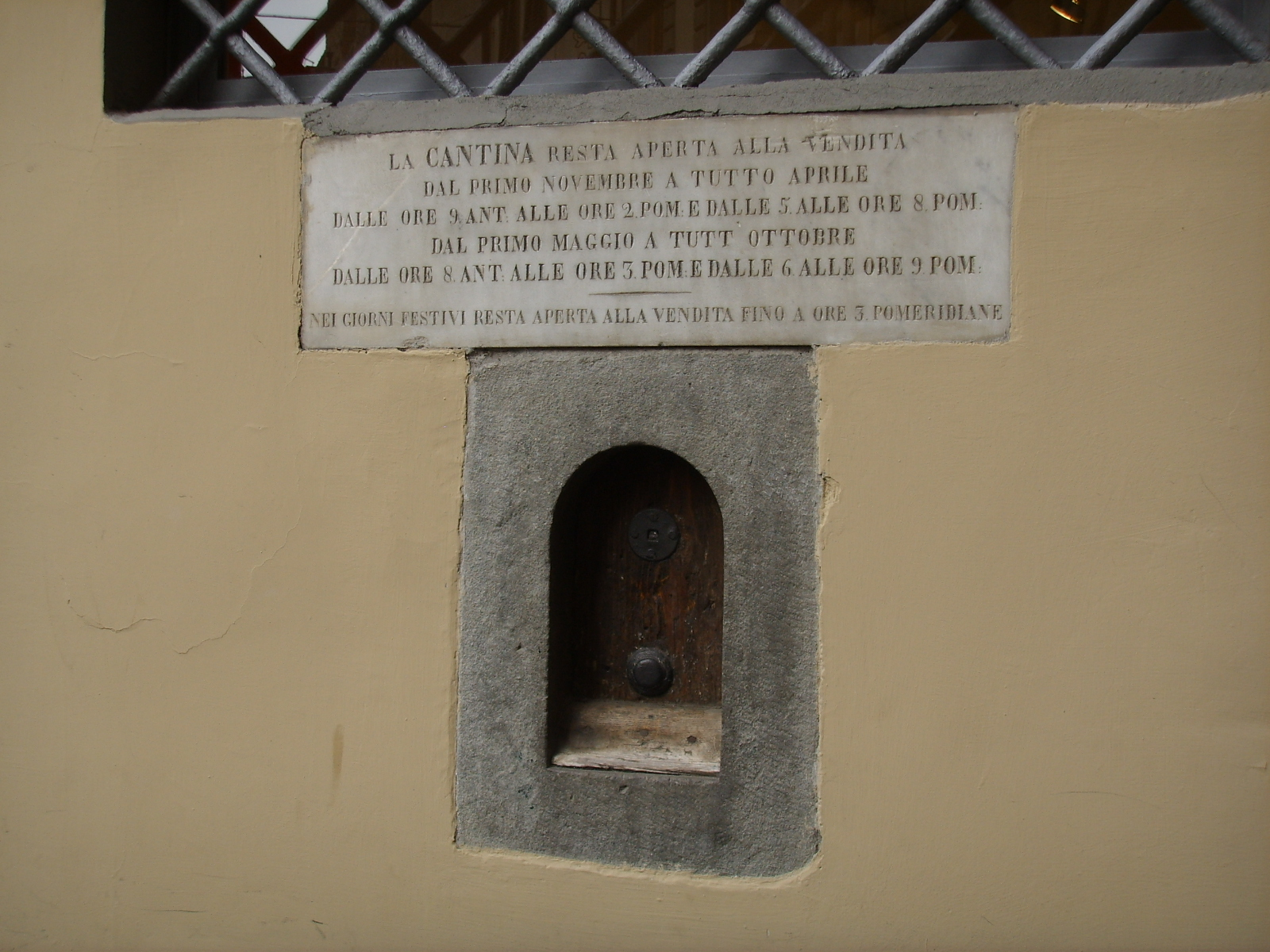
Weinfenster in Florenz, Via del Sole (2006)

Weinfenster (italienisch: buchette del vino) sind die in der Toskana, besonders in Florenz, in Pestzeiten zum Zwecke der Ansteckungsvermeidung geschaffenen Gebäudeöffnungen für Weinverkäufe.

## Geschichte
Das erste schriftliche Zeugnis über Weinverkauf vermittels Weinfenster ist die von Francesco Rondinelli verfasste florentinische Schrift Relazione del Contagio stato in Firenze l’anno 1630 e 1633 aus dem Jahr 1634. In weiterer Folge entstanden an Gebäude-Außenwänden in der Toskana, und besonders in der Stadt Florenz, zahlreiche solcher Weinfenster. Die Autorinnen Diletta Corsini und Lucrezia Giordano haben in ihrer 2021 erschienenen kulturhistorischen Schrift Wine Windows in Florence and Tuscany alleine für Florenz 180 bis heute an Gebäuden vorfindliche solcher Weinfenster und zahlreiche weitere für das übrige Gebiet der Toskana fotografisch dokumentiert.
Die kleinen Fenster hatten den Zweck, Wein verkaufen zu können, ohne mit potenziellen Ansteckungsträgern direkt in Kontakt zu kommen. Besonders wohlhabende Florentiner ließen an Außenmauern ihrer Häuser solche Fensterchen anbringen, um durch sie hindurch in Contagionszeiten Wein verkaufen zu können. Teils gaben sie eine bereits gefüllte Flasche durch das Fenster heraus, teils befüllten sie durch die Fensteröffnung hindurch vermittels eines kleinen Schlauches Gefäße, die von den Kunden mitgebracht wurden. Die Geldmünzen musste die Kundschaft sodann zwecks Desinfektion in ein mit Essig gefülltes Behältnis werfen. Eine Reihe von florentinischen Weinfenstern haben bildende Künstler auf diversen Gemälden abgebildet.
Nach der abendländischen Pestära, die in der ersten Hälfte des 18. Jahrhunderts ihr Ende gefunden hatte, wurden die toskanischen Weinfenster funktionslos. Im Zuge der COVID-19-Pandemie wurden manche der lange Zeit nicht mehr in Funktion stehenden florentinischen Weinfenster ab 2019 von Gastronomen für Weinverkäufe, aber auch zum Verkauf anderer Produkte, wiederbelebt.